# Abdullah Shah
Abdullah Shah (1965 – 20 de abril de 2004) fue un asesino en serie afgano declarado culpable de matar a más de 20 personas en Kabul, incluida su esposa.  Su ejecución sancionada fue la primera en Afganistán desde la caída de los talibanes a finales de 2001. 

## Biografía
Shah sirvió bajo el mando de Zardad Khan (ganándose incluso el apodo de "el perro de Zardad ") quien sirvió bajo el mando de Gulbuddin Hekmatyar en la guerra civil de Afganistán (1992-1996).  Shah y Zardad robaban a los viajeros en la carretera de Kabul a Jalalabad.
Fue condenado por primera vez en un proceso judicial especial en octubre de 2002. Nueve personas testificaron en su contra en el juicio, incluida otra esposa a la que intentó prender fuego. Los cuerpos de muchas de las víctimas de Shah fueron encontrados en un pozo en el distrito de Paghman . 
La ejecución tuvo lugar en la cárcel de Pul-e-Charkhi . El presidente interino Hamid Karzai firmó la sentencia de muerte.  Durante la ejecución, Shah recibió un disparo en la nuca. Entre los testigos presentes se encontraban representantes de la policía afgana, de la Fiscalía General y algunos médicos.
Amnistía Internacional protestó contra la ejecución alegando que Afganistán eludió estándares básicos de justicia. La organización añadió que Shah probablemente fue silenciado para que no pudiera testificar contra los comandantes aliados al gobierno.  Se afirma que no se le proporcionó un abogado defensor, que el juicio fue secreto, que se obtuvo una confesión bajo tortura y que el primer juez en su caso fue destituido por aceptar un soborno.   El segundo juez recibió presiones del Tribunal Supremo para imponer la sentencia.